# Gröna Tåget
Das schwedische Forschungsprojekt Gröna Tåget betraf die Entwicklung von Konzepten und Technologien für einen umweltfreundlichen Neigetechnik-Zug für Skandinavien und die Baltischen Staaten.

## Konzept
Für die Entwicklung zukünftiger Hochgeschwindigkeitszüge wurde durch das schwedische Transportministerium, Universitäten, Bahnherstellern, Infrastrukturbetreiber und Bahngesellschaften das Forschungsprojekt Gröna Tåget (deutsch „Grüner Zug“) ins Leben gerufen. Ziel des von 2005 bis 2012 laufenden Projektes war die Entwicklung von Konzepten und Technologien für einen umweltfreundlichen Neigetechnik-Zug mit 250 km/h Höchstgeschwindigkeit, der speziell für den Einsatz auf bestehenden Strecken in kalten Regionen geeignet ist. Der Einsatz sollte in Schweden, Norwegen, Dänemark, Finnland und möglicherweise auch in den Baltischen Staaten möglich sein.
Im Rahmen des Projektes setzte am 14. September 2008 ein Bombardier-Regina-Testzug (X52 9062 des Eigentümers Transitio) mit 303 km/h einen neuen Geschwindigkeitsrekord für Schweden auf der Westgötalandstrecke nördlich von Skövde.
Der Teil B des Schlussberichtes des durch Steuermittel finanzierten Projektes schlägt folgende Daten für einen zukünftigen Hochgeschwindigkeitszug vor:
- Reisegeschwindigkeit 250 km/h
- Spitzengeschwindigkeit 280 km/h
- Achslast: 15,9 Tonnen
- Motorleistung: 20 kW pro Tonne Zugmasse, d. h. 4.800 kW für einen 4-teiligen Triebzug und 7.200 kW für eine 6-teilige Version
- Radialeinstellung der Achsen um Spurführungskräfte und damit Gleisabnutzung zu minimieren (im Zuge des Projekts wurden die Bombardier FLEXX Tronic Drehgestelle mit aktiver Radsatzsteuerung (ARS) als auch passive Systeme (RRS) getestet)
- Synchronmotoren mit Permanentmagneten mit Luftkühlung (wegen des besseren Leistungsgewichts gegenüber den sonst üblichen Asynchronmotoren)
- Antrieb auf mindestens 50 % der Achsen
- Elektrische Bremsen, die so stark sind, dass nur diese bei normalen Bremsvorgängen verwendet werden (weniger Bremsverschleiß und höhere Energierückgewinnung)
- Geräuschniveau in den Zügen zwischen 64‒67 dB(A)
- Wagenhöhe: 3,8 m
- Wagenbreite: 3,54 m

Die letztgenannten Wagenausmaße berücksichtigen das skandinavische Lichtraumprofil, das gegenüber demjenigen in Mitteleuropa breiter ist. Als Vorzug der größeren Breite wurde die Möglichkeit einer 5. Sitzreihe genannt, die die Kosten pro Sitzplatz gegenüber einer Normalbestuhlung um 13 % senken könnte. Entfernt erinnern die vorgeschlagenen Daten an die des Schweizer Triebzuges RABDe 500.

## Ersatz X2
Mit dem Projekt wurden grundsätzliche Überlegungen angestellt, ob mit einem neuen Triebzug nach diesen Erkenntnissen der in Schweden eingesetzte, aus den 1980er Jahren stammende SJ X2 ersetzt werden könnte.